# Игрушковский сельсовет
Игру́шковский сельсове́т — административная единица на территории Крупского района Минской области Республики Беларусь. Административный центр — агрогородок Игрушка.

## География
Сельсовет граничит с Крупским, Хотюховским, Октябрьским и Холопеничским сельсоветами.

## Состав
Игрушковский сельсовет включает 21 населённый пункт:
- Волковыск — деревня
- Гута — деревня
- Двор Пересика — деревня
- Дубешня — деревня
- Игрушка — агрогородок
- Каменка — деревня
- Клади — деревня
- Королёво — деревня
- Круглица — деревня
- Ленок — посёлок
- Лошанцы — деревня
- Лужа — деревня
- Малое Острово — деревня
- Октавия — деревня
- Острово — деревня
- Радица — деревня
- Самоседовка — деревня
- Старая Пересика — деревня
- Староселье — агрогородок
- Узнацк — агрогородок

Упразднённые населённые пункты:
- Батуры — деревня[1].